# Grootstedelijke gemeenten van Zuid-Afrika
Grootstedelijke gemeenten of metropoolgemeenten (Afrikaans: metropolitaanse munisipaliteite of kategorie A-munisipaliteite , Engels: metropolitan municipalities) zijn in Zuid-Afrika gemeenten die een stad en haar voorsteden omvatten. Deze gemeenten zijn vaak ontstaan door samenvoeging van de stadsgemeente met de gemeenten in de wijde omtrek daarvan, bedoeld om enerzijds de politieke besluitvorming te vereenvoudigen en te centraliseren en anderzijds de vaak buiten de eigenlijke stad woonachtige zwarte bevolking invloed te geven in het beleid van de stad zelf. 
De grootstedelijke gemeenten vormen tegelijk de gemeentelijke en districtsoverheid. In die zin zijn ze te vergelijken met stadsdistricten elders in de wereld, bijvoorbeeld de kreisfreie steden in Duitsland. Sommige grootstedelijke gemeenten, zoals Kaapstad, zijn onderverdeeld in deelgemeenten met subraden, maar dit is niet verplicht; elke gemeente heeft haar eigen structuur.

## Overzicht
Zuid-Afrika heeft acht verschillende grootstedelijke gemeentes (met code, hoofdstad en provincie):
- Buffalo City (BUF) (Oost-Londen) (Oost-Kaap)
- Ekurhuleni of Oost-Rand (EKU) (Germiston) (Gauteng)
- Johannesburg (JHB) (Johannesburg) (Gauteng)
- Kaapstad (CPT) (Kaapstad) (West-Kaap)
- Mangaung (MAN) (Bloemfontein) (Vrijstaat)
- Nelson Mandelabaai (NMA) (Port Elizabeth) (Oost-Kaap)
- eThekwini (ETH) (Durban) (KwaZoeloe-Natal)
- Tshwane (TSH) (Pretoria) (Gauteng)

Zes van de acht gemeenten zijn bij de gemeentehervorming in 2000 aangewezen als grootstedelijk, Buffalo City en Mangaung hebben in 2011 een grootstedelijke status gekregen. De grootstedelijke gemeenten omvatten daarmee alle steden van het land met meer dan 500.000 inwoners. 